# فرودگاه کینگستون آلستر
فرودگاه کینگستون آلستر (به انگلیسی: Kingston-Ulster Airport) یک فرودگاه است که یک باند فرود آسفالت دارد و طول باند آن ۹۴۵ متر است. این فرودگاه در کشور ایالات متحده آمریکا قرار دارد و در ارتفاع ۴۵ متری از سطح دریا واقع شده است.